# Alfons Sternecker
Alfons Sternecker (* 24. Dezember 1901 in Geldersheim; † 4. Januar 1984 in Geldersheim) war ein deutscher Landwirt und Politiker (CSU).

## Werdegang
Sternecker war von 1945 bis 1978 1. Bürgermeister der unterfränkischen Gemeinde Geldersheim und von 1946 bis 1972 Mitglied des Kreistags des Landkreises Schweinfurt.
Als Vertreter der Gruppe Land- und Forstwirtschaft gehörte er von 1947 bis 1963 dem Bayerischen Senat an. Ein zweites Mal war er von 1964 bis 1969 für die Gruppe der Gemeinden und Gemeindeverbände Mitglied des Senats.

## Ehrungen
- 1966: Großes Verdienstkreuz der Bundesrepublik Deutschland
- Bayerischer Verdienstorden